# Mira Taglio
Mira Taglio è una frazione del comune di Mira di 8 129 abitanti; viene indicata spesso come Mira Centro perché vi si trova il municipio, tuttavia oggi forma un unico centro abitato con la contigua Mira Porte, dalla quale è distinta solo storicamente.

## Geografia fisica
Deve il suo nome al cosiddetto Taglio Novissimo, il canale artificiale che proprio dal centro del paese, convoglia parte delle acque del Naviglio del Brenta sfociando in laguna presso Chioggia. Continua di fatto il Taglio Nuovo, che sempre qui sfocia giungendo da Mirano.
Altro corso d'acqua di rilievo è il rio Serraglio che scorre a nord dell'abitato e il rio Seriola, il quale era un rio artificiale costruito dalla Repubblica di Venezia per l'approvvigionamento di acqua potabile.